# President Carlos P. Garcia
Pres. Carlos P. Garcia est une municipalité des Philippines située au nord-est de la province de Bohol. Elle est principalement constituée de l'île de Lapinig et de quelques îlots environnants.

## Histoire
Au début du XIXe siècle, Pres. Carlos P. Garcia faisait partie de la municipalité d'Ubay. Elle en a été séparée le 21 juin 1969 sous le nom de Pitogo. Le 27 octobre 1977, elle a été renommée pour honorer Carlos P. García, président des Philippines de 1957 à 1961.

## Subdivisions
La municipalité est divisée en 23 barangays :
- Aguining
- Basiao
- Baud
- Bayog
- Bogo
- Bonbonon
- Canmangao
- Campamanog
- Gaus
- Kabangkalan
- Lapinig
- Lipata
- Poblacion
- Popoo
- Saguise
- San Jose (Tawid)
- Santo Rosario
- Tilmobo
- Tugas
- Tugnao
- Villa Milagrosa
- Butan
- San Vicente